# Dolly (ovca)
Ovca Dolly je bila prvi sesalec, ki so ga uspešno klonirali iz somatske celice. Kloniranje so izvedli na inštitutu Roslin Institute v Midlothianu na Škotskem.
Ob skotitvi je najprej dobila kodno ime »6LL3«. Ime Dolly je predlagal živinorejec, ki je pomagal pri skotitvi - ovca je bila tako poimenovana v čast Dolly Parton; pri kloniranju so namreč uporabili celico mlečne žleze. Kloniranje je bilo izvedeno tako, da je bilo jedro celice darovalke prenešeno v jajčece, ki mu je bilo jedro predhodno odstranjeno. Donorsko celico so odvzeli šestletni ovci. Iz jajčeca z donorskim jedrom se je nato razvil zarodek.
Dolly je skupno skotila 6 mladičev. Po Dollyjinem poginu so njene nagačene ostanke razstavili v Edinburškem kraljevem muzeju, ki je članica Škotskega nacionalnega muzeja.

## Kloniranje
Kloniranje je na škotskem inštitutu Roslin Institute izvedla raziskovalna ekipa z Ianom Wilmutom na čelu. Cilj raziskave je bila zanesljiva reprodukcija genetsko spremenjenih organizmov sesalcev, da bi proizvajalo terapevtsko uporabne beljakovine v svojem mleku. Wilmutova ekipa je že prej naredila 2 ovčja klona iz zarodnih celic. Dolly pa je bila narejena na podlagi popolnoma diferencirane celice mlečne žleze iz odrasle ovce in je tako postala prvi sesalec, kloniran iz odrasle somatske celice. Znanstveniki so novico o uspešnem kloniranju javno objavili 22. februarja 1997.

## Prezgodnje staranje
Genetski material, ki so ga odvzeli iz donorske celice, je bil dejansko star že šest let. Ob vsaki celični delitvi se telomere v jedru krajšajo, kar je najbrž tudi vzrok omejenemu podvojevanju celic - ko se telomere skrajšajo do določene mere, se celice več ne podvojuje. Genetsko gledano je bila Dolly že ob spočetju stara 6 let. 
Pri Dolly se je verjetno iz tega vzroka pojavil artritis že v starosti petih let, kar je nenavadno zgodaj. Vendar ni trdnih dokazov, da je šlo zares za prezgodnje staranje, saj ni nujno, da je bil artritis zares posledica kloniranja šest let stare somatske celice. Nekateri znanstveniki menijo, da je bil artritis posledica njenega življenjskega sloga, saj je bila kot znanstvena posebnost skrbno varovana in zato prikrajšana za gibanje na prostem.

## Usmrtitev
Usmrtitev ovce Dolly je bila objavljena 15. februarja 2003. Usmrtili so jo zaradi progresivne pljučne bolezni. Avtopsija je pokazala, da je imela pljučni adenokarcinom, ki se pogosto pojavlja pri ovcah in ga povzroča retrovirus. Še posebej pogosto se pojavlja pri ovcah v zaprtih prostorih, kar je Dolly bila. Povezava med Dollyjinim bolezenskim stanjem in kloniranjem ni dokazana.